# Ходорович, Татьяна Сергеевна
Татья́на Серге́евна Ходоро́вич (23 августа 1921 — 12 июня 2015) — лингвист-диалектолог, участница правозащитного движения в СССР, член Инициативной группы по защите прав человека в СССР, автор «самиздата», участник самиздатского журнала Хроника текущих событий, распорядитель Русского общественного Фонда помощи преследуемым и их семьям. Внучатая племянница художника М. А. Врубеля и внучка адмирала А. В. Немитца.

## Биография

### СССР
Получила филологическое образование, 18 лет работала в Институте русского языка. Писала правозащитные статьи, распространявшиеся в самиздате, участвовала в работе Инициативной группы по защите прав человека в СССР. В 1971 году была уволена с работы за правозащитную деятельность.
По свидетельству современника, Л. Терновского, будучи христианкой, «помощь преследуемым Татьяна Сергеевна ощуща[ла] своим нравственным долгом». Помощь Ходорович распространялась на представителей самых разных взглядов: «и правозащитника А. Твердохлебова, и марксиста Л. Плюща, и почвенника и русского „государственника“ В. Осипова. <…> …Русских, евреев, украинцев, татар. Верующих и атеистов. И даже осужденных по уголовным делам».
Боролась за освобождение из психиатрической лечебницы Л. Плюща, в 1973 году подписала открытое письмо в его защиту. В ответ последовали угрозы новых арестов, в том числе и непричастных друзей, в случае распространения новых «неугодных» писем.
В январе 1974 года Т. Великанова, С. Ковалёв и Т. Ходорович написали открытое письмо:

«Мы поставлены перед невыносимо трудным выбором, — вымогательство рассчитано точно и жестоко (…) нельзя осудить никого, кто пошел бы на эту сделку, — такой шаг диктуется жалостью и любовью. Но пожертвовать своим духом — это самоубийство, чужим — убийство. Духовное… А тем, кто ставит нас в такое положение, мы можем сказать только одно: нет. 

Ваши дела, ваша совесть, ваш грех — ваш ответ. 

Хотите использовать заложничество? Мы вам не помощники».

Следом, в приложении к Хронике, Великанова, Ковалёв и Ходорович распространили очень короткое заявление:

Не считая, вопреки неоднократным утверждениям органов КГБ и судебных инстанций СССР, «Хронику текущих событий» нелегальным или клеветническим изданием, мы сочли своим долгом способствовать как можно более широкому её распространению.
Мы убеждены в необходимости того, чтобы правдивая информация о нарушениях основных прав человека в Советском Союзе была доступна всем, кто ею интересуется. (Т. Великанова, С. Ковалёв, Т. Ходорович).

В марте 1975 года Т. С. Ходорович держала 9-дневную голодовку в знак солидарности с сосланным А. Марченко.
После ареста А. Гинзбурга, в феврале 1977-го, Т. С. Ходорович заменяет его на посту распорядителя Общественного фонда помощи политзаключённым (совместно с М. Ланда и К. Любарским). Ходорович трижды вызывали на допросы, проводили у неё обыски.
Принятие «брежневской» конституции было последней каплей:

Я не могу и не хочу соблюдать Конституцию, которая декретирует идеологию, то есть покушается на свободу Духа.

### Эмиграция
6 ноября 1977 года Т. С. Ходорович с младшими дочерьми и сыном уехала из СССР во Францию. Работала в Библиотеке современной документации (фр. Bibliothèque de documentation internationale; BDIC) в Нантере. Участвовала в жизни Русского студенческого христианского движения, выступала на его собраниях с докладами. В 1979 году принимала участие в православном русском семинаре по проблемам духовного возрождения в Гренобле. В том же году в Брюсселе награждена международной премией Dominique Pire (за взаимопонимание, солидарность и взаимное уважение).
Скончалась на 94-м году жизни во Франции.